# Тиньдонг
Тиньдонг (вьет. Tịnh Đông) — община в уезде Шонтинь провинции Куангнгай во Вьетнаме.
Община имеет площадь 24,8 км², население в 1999 году составляло 6320 человек, плотность населения — 255 человек/км². Ранее община была разделена на 9 деревень: Тхонзьыа, Танфыок, Танан, Хынгньыонгнам, Хынгньыонгбак, Донгнённам, Донгнёнбак, Анбинь и Танхынг.
Решением № 271/QD-UBND от 19 апреля 2019 года Народного комитета провинции Куангнгай деревня Тхонзьыа была объединена с деревней Донгнёнбак, а Танхынг — с Хынгньыонгбак, община состоит из 7 деревень: Танфыок, Танан, Хынгньыонгнам, Хынгньыонгбак, Донгнённам, Донгнёнбак и Анбинь. Народный комитет общины Тиньдонг расположен в деревне Донгнёнбак, около 39 км шоссе 24B.
В 2021 году община признана соответствующей новым сельским стандартам. С 2011 года доход на душу населения вырос в 3,8 раза и достиг 38,43 млн донгов в год, а доля бедных домохозяйств за тот же период упала с 14,4 % до 1,59 %.